# Cotesia kraussi
Cotesia kraussi är en stekelart som först beskrevs av Muesebeck 1958.  Cotesia kraussi ingår i släktet Cotesia och familjen bracksteklar. Inga underarter finns listade i Catalogue of Life.